# Lima (Ohio)
Lima és una població dels Estats Units a l'estat d'Ohio. Segons el cens del 2000 tenia 40.081 habitants.

## Demografia
Segons el cens del 2000, Lima tenia 40.081 habitants, 15.410 habitatges, i 9.569 famílies. La densitat de població era de 1.210,9 habitants/km².
Dels 15.410 habitatges en un 31,9% hi vivien nens de menys de 18 anys, en un 37,3% hi vivien parelles casades, en un 19,7% dones solteres, i en un 37,9% no eren unitats familiars. En el 32,1% dels habitatges hi vivien persones soles el 12,6% de les quals corresponia a persones de 65 anys o més que vivien soles. El nombre mitjà de persones vivint en cada habitatge era de 2,42 i el nombre mitjà de persones que vivien en cada família era de 3,06.
Per edats la població es repartia de la següent manera: un 27,2% tenia menys de 18 anys, un 11,5% entre 18 i 24, un 28,7% entre 25 i 44, un 19,4% de 45 a 60 i un 13,3% 65 anys o més.
L'edat mediana era de 33 anys. Per cada 100 dones de 18 o més anys hi havia 98,3 homes.
La renda mediana per habitatge era de 27.067 $ i la renda mediana per família de 32.405 $. Els homes tenien una renda mediana de 29.149 $ mentre que les dones 22.100 $. La renda per capita de la població era de 13.882 $. Aproximadament el 19,2% de les famílies i el 22,7% de la població estaven per davall del llindar de pobresa.

## Poblacions més properes
El següent diagrama mostra les poblacions més properes.

## Natalicis destacats
- Phyllis Diller, humorista (1917-2012)